# Indihar
Indihar je priimek v Sloveniji, ki ga je po podatkih Statističnega urada Republike Slovenije na dan 1. januarja 2010 uporabljalo 114 oseb.

## Pomembni nosilci priimka
- Stane Indihar (*1941), matematik